# Championnat du Luxembourg de football 1983-1984
Navigation
Saison précédente Saison suivante
La saison 1983-1984 du Championnat du Luxembourg de football était la 70e édition du championnat de première division au Luxembourg. Les douze meilleurs clubs du pays se retrouvent au sein d'une poule unique, la Division Nationale, où ils s'affrontent deux fois, à domicile et à l'extérieur. À l'issue du championnat, les deux derniers du classement sont relégués et remplacés par les deux meilleurs clubs de Promotion d'Honneur, la deuxième division luxembourgeoise.
L'Avenir Beggen remporte le titre cette saison en terminant en tête du classement final du championnat, avec un seul point d'avance sur les Red Boys Differdange et deux sur le Progrès Niedercorn. C'est le 3e titre de champion de l'histoire de l'Avenir Beggen. Le tenant du titre, la Jeunesse d'Esch, termine à la 4e place, à 6 points de l'Avenir, qui réussit le doublé en battant l'US Rumelange en finale de la Coupe du Luxembourg.

## Les 12 clubs participants
| - CA Spora Luxembourg - Promu de Promotion d'Honneur - Progrès Niedercorn - FC Wiltz 71 - Etzella Ettelbruck - Promu de Promotion d'Honneur - US Rumelange - Union Luxembourg | - AS La Jeunesse d'Esch - CS Grevenmacher - Stade Dudelange - Avenir Beggen - Red Boys Differdange - Aris Bonnevoie |

## Compétition

### Classement
Le barème utilisé pour établir le classement est le suivant :
- Victoire : 2 points
- Match nul : 1 point
- Défaite : 0 point

| Rang | Équipe                  | Pts | J  | G  | N | P  | Bp | Bc | Diff |
| ---- | ----------------------- | --- | -- | -- | - | -- | -- | -- | ---- |
| 1    | Avenir Beggen (C)       | 33  | 22 | 14 | 5 | 3  | 52 | 23 | +29  |
| 2    | Red Boys Differdange    | 32  | 22 | 14 | 4 | 4  | 43 | 17 | +26  |
| 3    | Progrès Niedercorn      | 31  | 22 | 13 | 5 | 4  | 51 | 24 | +27  |
| 4    | Jeunesse d'Esch (T)     | 27  | 22 | 13 | 1 | 8  | 58 | 33 | +25  |
| 5    | CA Spora Luxembourg (P) | 25  | 22 | 12 | 1 | 9  | 38 | 32 | +6   |
| 6    | Union Luxembourg        | 23  | 22 | 8  | 7 | 7  | 33 | 33 | 0    |
| 7    | Aris Bonnevoie          | 19  | 22 | 6  | 7 | 9  | 42 | 38 | +4   |
| 8    | US Rumelange            | 19  | 22 | 6  | 7 | 9  | 31 | 31 | 0    |
| 9    | Stade Dudelange         | 18  | 22 | 6  | 6 | 10 | 22 | 37 | -15  |
| 10   | FC Wiltz 71             | 16  | 22 | 7  | 2 | 13 | 29 | 45 | -16  |
| 11   | CS Grevenmacher         | 12  | 22 | 4  | 4 | 14 | 30 | 60 | -30  |
| 12   | Etzella Ettelbruck (P)  | 9   | 22 | 3  | 3 | 16 | 20 | 76 | -56  |

|  | Qualification pour la Coupe d'Europe des clubs champions 1984-1985                           |
|  | Qualification pour la Coupe des Coupes 1984-1985                                             |
|  | Qualification pour la Coupe UEFA 1984-1985                                                   |
|  | Relégation en Promotion d'Honneur                                                            |
|  | (T) Tenant du titre (C) Vainqueur de la Coupe du Luxembourg (P) : Promu de deuxième division |

## Bilan de la saison
| Championnat du Luxembourg de football 1983-1984 |                          |
| Champion                                        | Avenir Beggen (3e titre) |
| Coupes et trophées                              |                          |
| Vainqueur de la Coupe du Luxembourg 1983-1984   | Avenir Beggen            |
| Qualifications continentales                    |                          |
| Coupe d'Europe des clubs champions 1984-1985    | Avenir Beggen            |
| Coupe des Coupes 1984-1985                      | Union Luxembourg         |
| Coupe UEFA 1984-1985                            | Red Boys Differdange     |
| Promotions et relégations                       |                          |
| Promus en Division Nationale                    | Alliance Dudelange       |
| Promus en Division Nationale                    | Olympique Eischen        |
| Relégués en Promotion d'Honneur                 | Etzella Ettelbruck       |
| Relégués en Promotion d'Honneur                 | CS Grevenmacher          |